# 迈邦格
迈邦格（Maibong），是印度阿萨姆邦North Cachar Hills县的一个城镇。总人口7664（2001年）。

## 人口
该地2001年总人口7664人，其中男性4251人，女性3413人；0—6岁人口961人，其中男478人，女483人；识字率72.89%，其中男性为78.03%，女性为66.48%。